# On the Third Day
On the Third Day je třetí studiové album anglické skupiny Electric Light Orchestra. Vydáno bylo v listopadu 1973 v USA společností United Artists Records a v prosinci toho roku také ve Spojeném království (Warner Bros. Records). Jeho producentem byl Jeff Lynne. Nahráno bylo od dubna do května 1973 v londýnských studiích De Lane Lea Studios a AIR Studios. Autorem obalu alba je Hipgnosis. V hitparádě Billboard 200 se umístilo na 52. místě.

## Seznam skladeb
1. „Ocean Breakup/King of the Universe“ – 4:07
2. „Bluebird Is Dead“ – 4:24
3. „Oh No Not Susan“ – 3:07
4. „New World Rising/Ocean Breakup (Reprise)“ – 4:05
5. „Daybreaker“ – 3:51
6. „Ma-Ma-Ma Belle“ – 3:56
7. „Dreaming of 4000“ – 5:04
8. „In the Hall of the Mountain King“ – 6:37

## Obsazení
- Jeff Lynne – zpěv, kytara
- Bev Bevan – bicí, perkuse
- Richard Tandy – klavír, syntezátor, clavinet, elektrické piano
- Mike de Albuquerque – baskytara, doprovodné vokály
- Marc Bolan - kytara
- Mike Edwards – violoncello
- Wilfred Gibson – housle
- Colin Walker – violoncello
- Mik Kaminski – housle